# Eremochelis truncus
Espèce
Eremochelis truncus est une espèce de solifuges de la famille des Eremobatidae.

## Distribution
Cette espèce est endémique de Basse-Californie du Sud au Mexique,. Elle se rencontre sur l'Isla El Coyote.

## Description
La femelle holotype mesure 22,0 mm.

## Publication originale
- Muma, 1986 : New species and records of Solpugida (Arachnida) from Mexico, Central America, and the West Indies. Novitates Arthropodae, vol. 2, no 3, p. 1-31.